# Margaret Eaton, Baroness Eaton

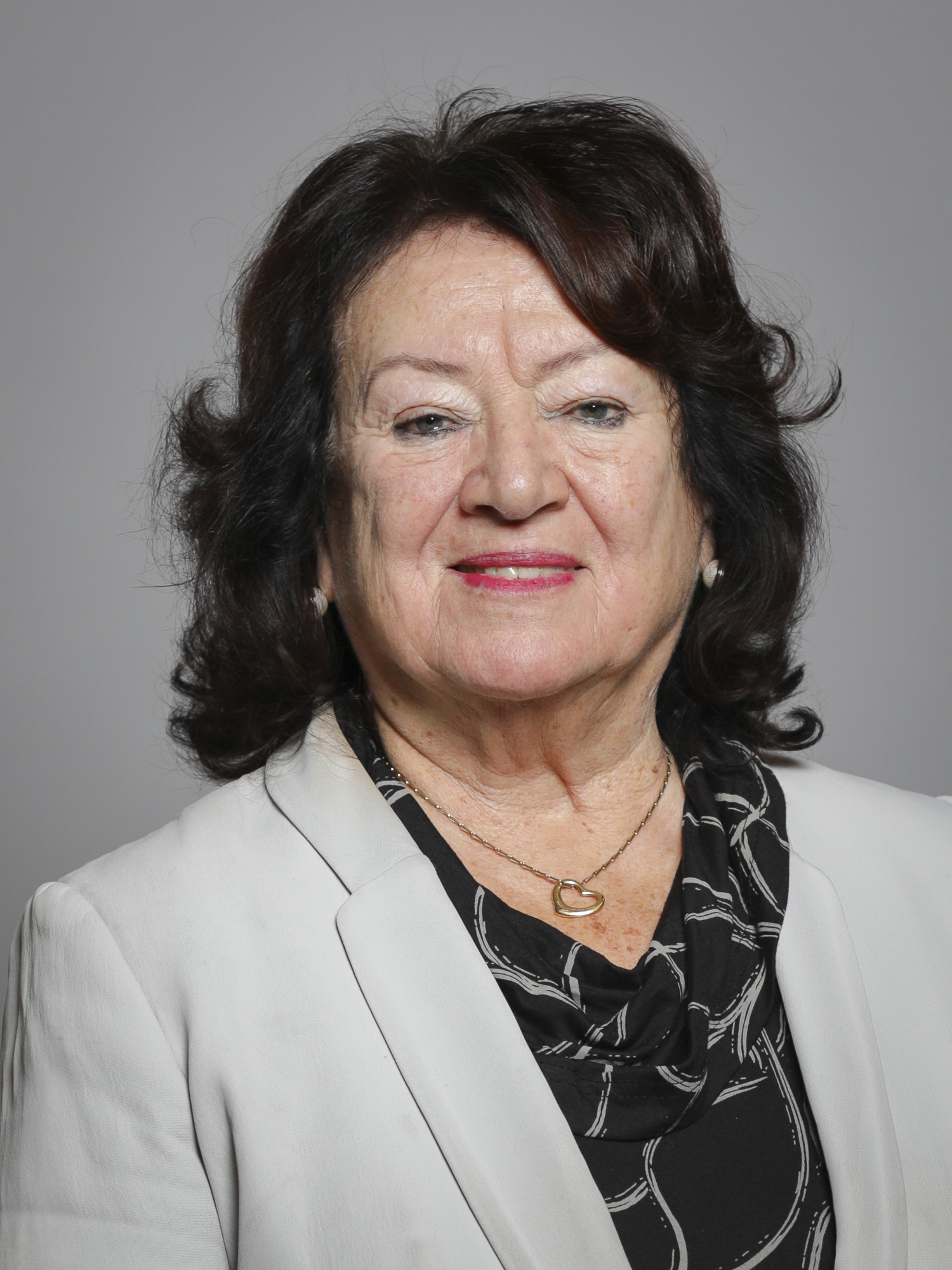
Margaret Eaton, Baroness Eaton (2019)

Ellen Margaret Eaton, Baroness Eaton (* 1. Juni 1942 in Bradford, England) ist eine britische Politikerin der Conservative Party und Life Peeress.

## Biografie
Sie wurde 1942 als Tochter von John und Evelyn Midgley geboren. Sie studierte am Balls Park Teacher Training College und arbeitete als Lehrerin. 1969 heiratete sie John Eaton, sie haben einen Sohn und eine Tochter.

### Politische Karriere
Ab 1986 war sie Mitglied im Rat der Stadt Bradford, war dort ab 1995 Fraktionsführerin der Konservativen und war 2000 bis 2006 Stadtrats-Vorsitzende. In der Folgezeit wurde sie Mitglied der Regionalversammlung von Yorkshire and the Humber, war zwischen 2008 und 2011 Vizevorsitzende und Vorsitzende der Local Government Association, von 2003 bis 2006 Mitglied im Ausschuss der Regionen, seit 2008 Deputy Lieutenant für West Yorkshire und von 2008 bis 2011 Vorsitzende der Local Government Association.
Am 21. Juli 2010 wurde sie mit dem Titel Baroness Eaton, of Cottingley in the County of West Yorkshire, zum Life Peeress erhoben. Mit dem Titel ist ein Sitz im House of Lords verbunden.

### Mitgliedschaften
- Vorsitzende und Treuhänderin, Near Neighbours (Wohltätigkeitsorganisation)
- Treuhänderin, Angelus Foundation (Wohltätigkeitsorganisation zur Drogenerziehung)
- Treuhänderin, Cottingley Town Hall, Cottingley, Bradford, West Yorkshire

### Orden und Ehrenzeichen
2003 wurde sie als Officer (OBE) in den Order of the British Empire aufgenommen und 2010 zur Dame Commander (DBE) desselben Orden erhoben.